# La Iglesuela del Cid
La Iglesuela del Cid é um município da Espanha na província de Teruel, comunidade autónoma de Aragão. Tem 40,44 km² de área e em 2021 tinha 407 habitantes (densidade: 10,1 hab./km²).

## Demografia
| Variação demográfica do município entre 1991 e 2004 | Variação demográfica do município entre 1991 e 2004 | Variação demográfica do município entre 1991 e 2004 | Variação demográfica do município entre 1991 e 2004 |
| --------------------------------------------------- | --------------------------------------------------- | --------------------------------------------------- | --------------------------------------------------- |
| 1991                                                | 1996                                                | 2001                                                | 2004                                                |
| 519                                                 | 502                                                 | 489                                                 | 501                                                 |